# Żerneliszki
Żerneliszki (biał. Жырнэлішкі; ros. Жирнелишки) – wieś na Białorusi, w obwodzie witebskim, w rejonie brasławskim, w sielsowiecie Dalekie.

## Historia
W czasach zaborów w granicach Imperium Rosyjskiego.
W latach 1921–1939 wieś leżała w Polsce, w województwie nowogródzkim (od 1926 w województwie wileńskim), w powiecie dziśnieńskim (od 1926 w powiecie brasławskim), w gminie Bohiń.
Według Powszechnego Spisu Ludności z 1921 roku wieś zamieszkiwały 94 osoby, 92 były wyznania rzymskokatolickiego, a 2 prawosławnego. Jednocześnie wszyscy mieszkańcy zadeklarowali polska przynależność narodową. Było tu 19 budynków mieszkalnych. W 1931 w 18 domach zamieszkiwały 92 osoby.
Wierni należeli do parafii rzymskokatolickiej i prawosławnej w Zamoszach. Miejscowość podlegała pod Sąd Grodzki w Opsie i Okręgowy w Wilnie; właściwy urząd pocztowy mieścił się w Zamoszach.